# Obróbka cieplna produktów żywnościowych

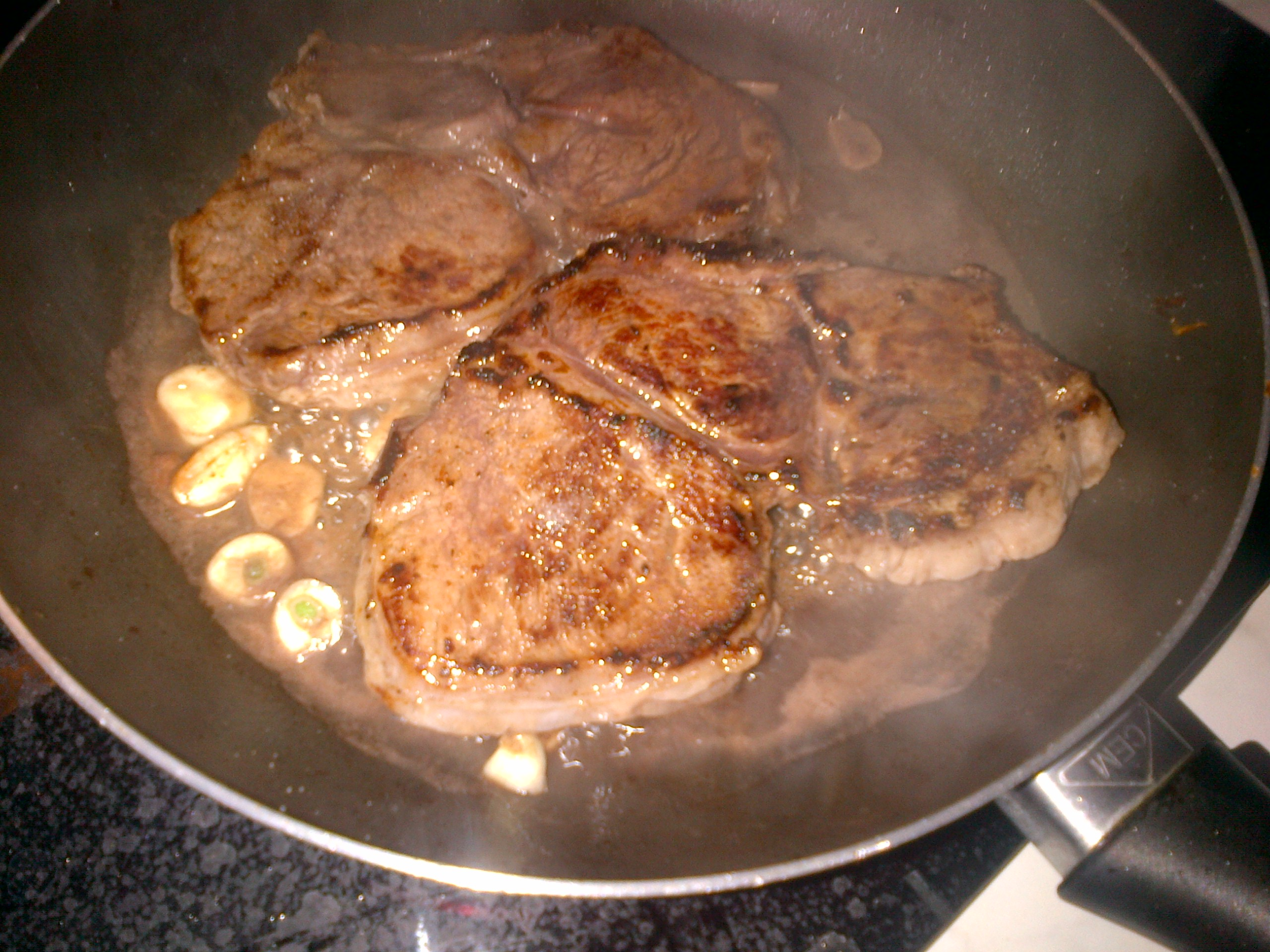
Obróbka cieplna produktów żywnościowych (smażenie)

Obróbka cieplna (termiczna) produktów żywnościowych - proces technologiczny stosowany w kuchni, polegający na wystawieniu pożywienia na oddziaływanie wysokiej temperatury, celem:
- usunięcia groźnych wirusów, pasożytów i bakterii (np. Salmonelli)[3];
- nadaniu mu pożądanego koloru, smaku, zapachu, czy konsystencji;
- zwiększenia strawności i przyswajalności składników pokarmowych[4][2].

Większość surowych produktów nie nadaje się bowiem do spożycia ze względu na swą ciężkostrawność i potencjalne drażnienie przewodu pokarmowego.

## Sposoby
- blanszowanie
- duszenie
- gotowanie na parze
- gotowanie w kuchence mikrofalowej (wykorzystanie mikrofal)[6]
- gotowanie we wrzątku (w wodzie, bulionie, mleku)
- flambirowanie
- grillowanie
- passerowanie
- pieczenie
- prażenie
- smażenie
- wędzenie